# Стефура Богдан Петрович
Стефура Богдан Петрович (нар. 9 березня 1957, Судова Вишня — пом. 2 січня 2024, Львів) — український звукорежисер, аранжувальник та музикант, багаторічній звукорежисер Львівського телебачення, Заслужений працівник культури України, співпрацював з львівськими музичними гуртами «Ватра», «Жайвір», «Медікус», «Піккардійська Терція», один з організаторів фестивалю «Червона рута».

## Життєпис
Богдан Стефура народився 9 березня 1957 року у Судовій Вишні. Батько, Петро Стефура, працював кіномеханіком у місцевому кінотеатрі. Мати, Марія Саік (нар. 1933 рік), була бібліотекаркою у районній бібліотеці, яку у 1947 році у ході акції «Вісла» разом із родиною переселили до Судової Вишні з Кальникова, що неподалік Мостиськ. У березні 1945 року згідно з Договором між СРСР і Польською Республікою про радянсько-польський державний кордон село зі складу Дрогобицької області УРСР було передано до ПНР.
|   | Їхали взимку. На возі двоє дітей — моя мама і її молодший брат. Мамі було 14 років. Декілька місяців поневірялися у пошуку житла. Коли вони прибули у Судову Вишню, їм надали вільний будинок. Мали спільне подвір'я з поляками. Це була інтелігентна сім'я. Ми поважали їхні свята і ходили до них в гості, вони наші свята поважали. Пам'ятаю, як в коморі на стіні була написана дата, коли вони там поселилися — 27 травня 1947 року |
| — | |

Дідусь Богдана Стефури 1905 року народження часто розповідав про політику і підпілля. Дітям дозволяли заходити і гратися в кімнаті, де велись розмови. Коли говорили про тих людей, не називали імена та прізвища. Лише псевдо. Дід був у підпіллі. Двоюрідні брати батька Богдана були в УПА. Загинули в боротьбі. Дядьки Богдана по татовій лінії підірвалися в криївці поблизу Судової Вишні, коли криївку захопили радянські органи. Після проголошення незалежності України місцева громада зробила могилу загиблим воїнам. Серед зазначених прізвищ на братській могилі вказані також прізвища батькових братів.
У школі Богдан Стефура навчився грати на гітарі, створив ансамбль. Робили обробку народних пісень, найчастіше на білоруський ансамбль «Песняры».
Після школи, в 1974 році, вступив до Львівського політехнічного інституту на факультет радіоелектроніки. Тут теж брав участь у студентській самодіяльності. До 1980 року Стефура був керівником і учасником студентського ансамблю у Львівському політехнічному інституті (зараз-Університет "Львівська політехніка"). Вже на п’ятому курсі працював у Фізико-механічному інституті, куди був переведений на спеціальність інженер-конструктор космічної техніки.

## Музична кар'єра
У 1979 році Богдан Стефура закінчив факультет радіоелектроніки Львівського політехнічного інституту. Рік працював інженером у КБ космічної техніки одного із науково-дослідних інститутів Академії Наук СРСР. Проте музика взяла гору. Композитор Ігор Білозір, керівник гурту «Ватра» запропонував роботу звукорежисера. Відтак, Богдан був звукорежисером запису музичного матеріалу до перших музичних фільмів “Ватри”.
|   | Ми починали з маленьких концертів, на які приходили пів залу. Перша перемога «Ватри» була влітку 1981 року у Тернополі. Там відбувався фестиваль комсомольської пісні «Молоді голоси». Головою журі був Мирослав Скорик. «Ватра» з-поміж інших виконала обробку пісні Михайла Гринишина «Вівці, мої вівці». Здобули перше місце. Це було перше визнання. Перший пік популярності — 1981—1982 роки. Під час новорічних свят у філармонії 14 днів поспіль було по три концерти на день, а деколи і чотири. Зали були переповнені. Тоді вже львів'яни почали ходити в гості у вишиванках. Зароджувалося середовище спротиву. Треба віддати належне Ігореві Білозіру, що він це підняв і пропагував. Я вже пізніше осягнув, наскільки він був впертий у цьому. Учасники ансамблю виступали у вишиванках. Коли я був керівником ансамблю у школі й інституті, то йшов на компроміс — поміж двома-трьома комсомольськими піснями співали народну. А тут така сміливість на ті часи – в нього в репертуарі не було жодного твору комуністичної спрямованості. І це при тому, що програму-дозвіл на гастролі здавали у присутності представників обкому партії. І йому вдавалося цю програму здати, захистити |
| — | |

Разом із гуртом «Ватра» протягом чотирьох зимових місяців 1981-1982 років їздив гастролював по всіх республіках Середньої Азії. З колективом у складі делегації Радянського Союзу їздив по різних країнах як музикант. Виступали у США, у Норвегії. Виконували українські народні пісні. Богдан Стефура грав на бас-гітарі і контрабасі.
Богдан Стефура також був звукорежисером фольк-рок гурту "Жайвір", а починаючи з 1986 року - музикантом і звукорежисером фольк-гурту "Медікус". Записав їм кілька альбомів, в тому числі - два з них у Чикаго (США) на студії Candlelight studio.

У 1988 році Богдан Стефура потрапив на міжнародний музичний фестиваль в Іспанію. Самодіяльні гурти тоді їздили на фестивалі, як культурні делегації окремих республік СРСР. У складі української делегації був гурт народних інструментів «Медікус» зі Львова і народний танцювальний колектив з Коломиї.
Хлопці з Коломиї привезли із собою синьо-жовтий прапор. Спереду ішла делегація з червоним радянським прапором. А ми тихенько ішли із синьо-жовтим. З нами був старенький перекладач з Москви, етнічний іспанець. Він внаслідок громадянської війни у 1930-х роках в Іспанії емігрував до СРСР за комуністичними переконаннями.
У 1989 році Стефура був одним з організаторів і звукорежисером першого українського фестивалю «Червона рута». Богдан також був членом журі.
|   | Там я познайомився з директором фестивалю Тарасом Мельником. Фестиваль був у серпні. А за пів року до того, десь після Різдва, ми сиділи з Тарасом в готелі «Україна» у Чернівцях, пили каву на балконі навпроти стадіону і мріяли як улітку відбуватиметься фестиваль. Ми організовували ремонт залу літнього театру, підведення електрики, художники-декоратори робили сцену. У той момент багато допомоги фестивалю «Червона Рута», як це не дивно, було від ЦК Комсомолу. Через них вирішували всякі дрібні проблеми. Концепція фестивалю була у тому, щоб дати можливість вибухнути українській музиці. Це вдалося. Гран-прі тоді отримав покійний нині Василь Жданкін. Пригадую, як Василь Жданкін, отримавши гран-прі, стояв на сцені з кобзою, дивився на стадіон. Навпроти нього – трибуна, червоно-сині радянські прапори і десь місцями синьо-жовті. І це при цьому, що перед входом на стадіон міліція обшукувала усі сумки. Жданкін сказав: «Там за нами, на цьому високому будинку, сидять хлопці з камерами з КДБ, які знімають. Хлопці, вимкніть камери, кому ви служите ?». Тоді заспівав «Чорна рілля іззорана», «Гей там на горі січ іде». А коли заспівав «Ще не вмерла Україна», то до нього приєдналися Віктор Морозов і Едуард Драч. Потім пролунало «Слава Україні». Це 1989 рік! На фестиваль приїхало багато українців з діаспори. Запахло свободою |
| — | |

На початку 1990-х років їздив у США на черговий фестиваль як музикант і звукорежисер. Після фестивалю українська діаспора організувала концертний тур усією країною, за кермом об'їздив 40 штатів. У США Богдан Стефура придбав аудіоапаратуру. Коли повернувся в Україну, заснував у Львові власну студію звукозапису «Мелос» при Львівському телебаченні. Це було у 1991 році. У портфоліо студії "Мелос" - сотні альбомів музики найрізноманітніших жанрів, художнього слова, десятки робіт із реставрації записів. В т.ч. - реставрації перших авторських виконань Володимира Івасюка, перших записів пісень Мирослава Скорика, матеріалів етнографічних експедицій. При студії була школа молодих виконавців і дитячі вокальні гурти. За багаторічну працю із популяризації музичної культури у 2018 році Богдан Стефура отримав звання «заслужений діяч мистецтв України».
У 1995 році Богдан Стефура розпочинав свій шлях на Львівському телебаченні, присвятивши цій роботі 27 років. Із них понад сім років працював у команді Львівської філії Суспільного, звідки звільнився наприкінці 2022 року.
Богдан Стефура був звукорежисером першого виступу «Океану Ельзи» у 1995 році на Львівському телебаченні. Був багаторічним звукорежисером «Піккардійської Терції», записав із ними 12 альбомів.
|   | Більшість альбомів «Піккардійської терції» записано у моїй студії. Пісню «Гей, пливе кача» записали в одному з альбомів ще у 2002 році. Під час Майдану вона отримала інше звучання. У мене свої асоціації цієї пісні з гуртом. Уявіть собі весну 2014 року. Продюсери, які організовують концерти, запросили нас у Донецьк і Луганськ, щоб підняти патріотичний дух місцевих українців. І «Піккардійська терція» погодилася виступити. Є кадр, який я зняв, сидячи за пультом – Донецький драматичний театр у центрі міста, середина концерту і «Піккардійська терція» починає співати «Пливе кача». Усі люди встали, молодь підняла синьо-жовтий прапор. А на вулиці вже ходили «зелені чоловічки». Якби хтось «здав», не знаю, що було б. Це викликає глибоку повагу до сміливого вчинку хлопців. Пишаюся тим, що я був з ними |
| — | |

2 січня 2024 року Богдан Стефура помер на 66-му році життя. Похований на цвинтарі у Сокільниках, де мешкав та був директором Народного дому "Просвіта".